# Gezondheidswetenschappen
Gezondheidswetenschappen is een multidisciplinair vakgebied gericht op wetenschappelijk onderwijs en onderzoek naar gezondheid en gezondheidszorg. In tegenstelling tot het vakgebied Geneeskunde, ligt bij het vakgebied Gezondheidswetenschappen de nadruk op gezondheid binnen populaties en de interactie met hun omgeving. Gezondheidswetenschappers houden zich bezig met het in kaart brengen, bestuderen en sturen van factoren die gezondheid beïnvloeden.

## Profiel
Het domein Gezondheidswetenschappen laat zich vooral karakteriseren door de nadruk op interacties tussen gezondheid, wetenschap, techniek, milieu en voeding. Hoewel de opleidingen Gezondheidswetenschappen aandacht besteden aan de anatomie, fysiologie en pathologie van het menselijk lichaam, zijn Gezondheidswetenschappers geen medici. Het merendeel van de Gezondheidswetenschappers bekwaamt zich tot beleidsmedewerker, epidemioloog of wetenschappelijke onderzoeker. 

## Opleidingen in Nederland
De universitaire bachelor- en masteropleiding Gezondheidswetenschappen wordt in Nederland bij diverse universiteiten aangeboden. Universiteiten profileren zich veelal op één specifiek thema  binnen de Gezondheidswetenschappen. De volgende Nederlandse universiteiten bieden een opleiding Gezondheidswetenschappen aan:
- Erasmus Universiteit Rotterdam, thema gezondheidsbeleid en -economie.
- Universiteit Maastricht, thema beleid en management, biologie en gezondheid, preventie en geestelijke gezondheidszorg.
- Universiteit Twente, thema technologie, innovatie en zorglogistiek
- Vrije Universiteit Amsterdam, thema preventie en volksgezondheid

Daarnaast bieden enkele universiteiten een opleiding Gezondheidswetenschappen aan die niet als zodanig wordt betiteld:
- Nihes, thema epidemiologie en biostatistiek
- Universiteit Utrecht, thema klinische zorg
- Wageningen Universiteit, thema voeding en agricultuur

## Afstudeerrichtingen
Opleidingen Gezondheidswetenschappen bieden studenten vaak de optie een afstudeerrichting te kiezen. In de bacheloropleiding maakt de differentiatie deel uit van de minor, terwijl bij masteropleidingen wordt gesproken over een specialisatie. De meest voorkomende afstudeerrichtingen zijn:
- Arbeid en gezondheid: master Work, Health and Career (Maastricht University)
- Beleid
- Global health
- Infectieziekten
- Internationale volksgezondheid
- Preventie
- Voeding
- Volksgezondheid

## Internationaal perspectief
In Nederland wordt vaak de Engelse vertaling Health Sciences gebruikt om het vakgebied Gezondheidswetenschappen aan te duiden. In internationale kringen is deze term minder in gebruik. Niet-Nederlandse universiteiten bieden veelal differentiatieprogramma's aan vanuit de opleidingen Geneeskunde, Biologie of Biomedische wetenschappen.